# Bernardino Cametti
Bernardino Cametti (1669-1736) fue un escultor italiano del barroco tardío.

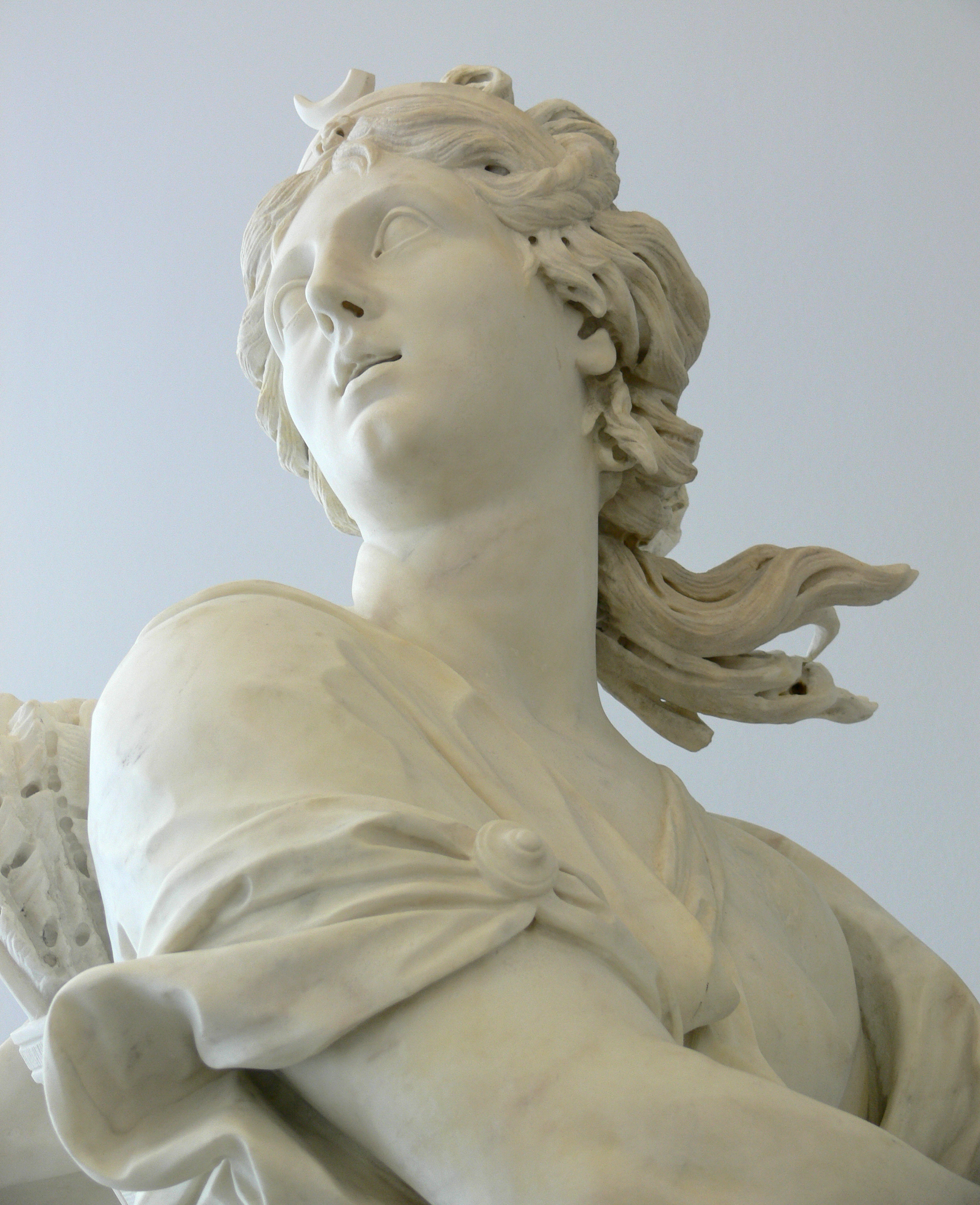
Cametti: Diana cazadora, Roma 1717/1720 (Bode-Museum, Berlín)

## Biografía
Cametti nació en Roma. Entre sus primeras obras se encuentra un relieve en mármol de la canonización de San Ignacio (1695-1698) para la iglesia del Gesù, basado en un diseño de Andrea Pozzo, y un monumento al conde Vladislav Constantine Wasa (Stimmate di San Francesco, 1698-1700), encargado por el cardenal Giovanni Francesco Albani (posteriormente papa Clemente XI). En 1704, ayudó a completar la decoración de mármol de la fachada de la catedral de Frascati. Hacia 1706, realizó el monumento a Gabriele Filipucci para la archibasílica de San Juan de Letrán, en Roma. Ese año obtuvo el título nobiliario de cavaliere y se convirtió en miembro de la Congregación de las Virtudes del Panteón.
Alrededor de 1717, participó en un equipo dirigido por Camillo Rusconi, creando el monumento conmemorativo en la basílica de San Pedro para Gregorio XIII. Cametti trabajó principalmente en el relieve del sarcófago que representa la Institución del Calendario Gregoriano. El relevo lo completó Carlo Mellone.
En 1716, completa las estatuas de San Lucas y San Marcos, para la Iglesia de la Virgen de San Luca en Bolonia. Esculpió una Alegoría de la Caridad para una capilla en la iglesia de Monte di Pietà en Roma (1721–24). Completó los bustos de Maria Vincentina y Giovanni Muti, para su capilla familiar en San Marcello al Corso.
La familia de Cametti era originaria de Gattinara, en el Piamonte, por lo que no es de extrañar que, tras trabajar inicialmente en el estudio de Lorenzo Ottoni en Roma, fuera contratado en Turín para realizar el relieve del altar de la Anunciación (1729) para la basílica de Superga, construida por Juvarra, que también influyó en el encargo. Para el altar mayor, realizó un relieve que conmemora la victoria por la intervención divina de la Casa de Saboya sobre las fuerzas de Luis XIV en el asedio de Turín en 1706. Agostino Cornacchini (1686-1754) también aportó relieves a la iglesia. El relieve de Cametti influyó en el relieve de la Anunciación de Filippo della Valle para la iglesia de San Ignacio de Roma.
En 1714 viajó a Orvieto para esculpir la decoración de la cornisa de la capilla de Signorelli en la cúpula. También recibió encargos para dos grandes estatuas de mármol de San Simón y San Jacobo el menor.
Cametti también completó las estatuas de ángeles que coronan el altar de San Francisco Regis de la iglesia de las Descalzas Reales en Madrid, que presenta un gran relieve de Rusconi. La Diana cazadora, (1720) en el Bode-Museum de Berlín es de Cametti. Su Monumento al príncipe Taddeo Barberini en la iglesia de Santa Rosalia en Palestrina en 1704 refleja un cambio en los diseños escultóricos de las tumbas, alejándose del emotivo memento mori del alto barroco hacia una atención más serena a la fama y la gloria eternas. También completó el monumento al cardenal Antonio Barberini en la misma iglesia.